# Tignée
Tignée is een dorp in de Belgische gemeente Soumagne. Het behoort samen met Évegnée tot Évegnée-Tignée, een deelgemeente van Soumagne. Tignée ligt een kilometer ten noorden van Évegnée.

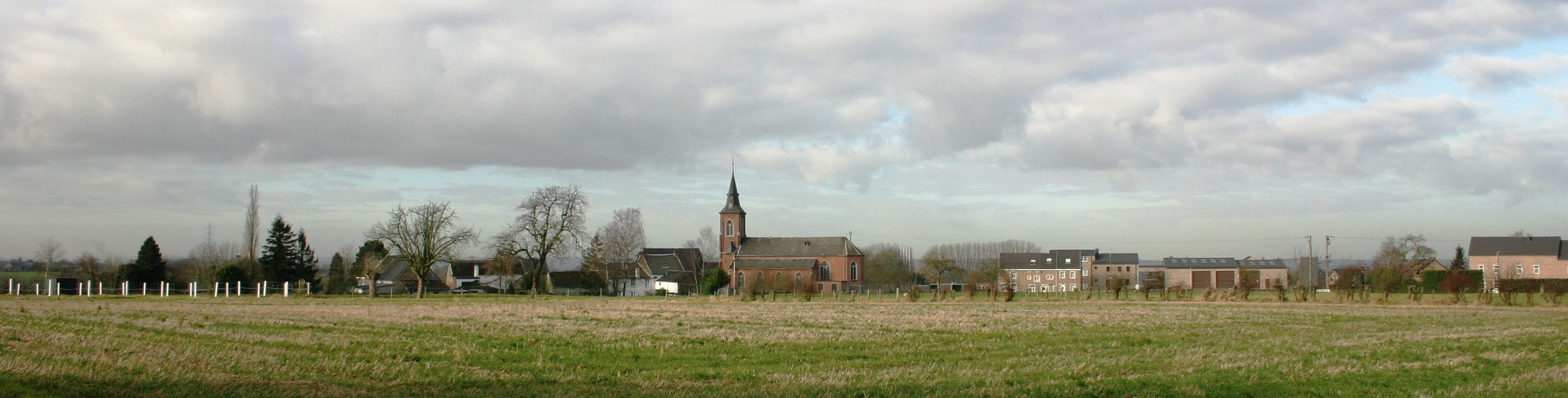
Zicht op Tignée

## Geschiedenis
Tignée werd in de 11e eeuw door Rooms-keizer Hendrik III geschonken aan de Abdij van Überwasser bij Münster. De voogd werkte zich op tot een onafhankelijke heer van Tignée, dat daarmee een vrije rijksheerlijkheid werd. De heren zetelden in een boerderij nabij de grens met Saive.
Op de Ferrariskaart uit de jaren 1770 is de plaats weergegeven als het gehucht Teignée. Op het eind van het ancien régime werd Tignée een gemeente. In 1949 werd de gemeente samengevoegd met Évegnée tot de nieuwe gemeente Évegnée-Tignée die in 1977 een deelgemeente werd van Soumagne.
Tignée behoorde tot de parochie van Melen, en in de  15e eeuw werd er voor het eerst melding gemaakt van een kapel, gewijd aan Sint-Lambertus.

## Demografische ontwikkeling
- Bronnen:NIS, Opm:1831 tot en met 1970=volkstellingen

## Bezienswaardigheden
- Sint-Lambertuskerk
- Mariabeeld van omstreeks 1950, op het Dorpsplein, vervaardigd naar een in de pastorie gevonden beeld door Jean Delcour.

## Natuur en landschap
Tignée ligt in het dal van de Ruisseau d'Évegnée, in het Land van Herve, op een hoogte van ongeveer 230 meter. De omgeving is een landbouwgebied. In het noordoosten loopt de Europese weg 40 en daar bevindt zich een uitgestrekte verzorgingsplaats.

## Nabijgelegen kernen
Évegnée, Heuseux, Saive
Deelgemeenten: Ayeneux · Cerexhe-Heuseux · Évegnée-Tignée · Melen · Micheroux

Overige plaatsen: Évegnée · Heuseux · Maireux · Rafhay · Sonkeu · Tignée

Belgische gemeenten · arrondissement Luik · provincie Luik · Wallonië